# Souilly
Souilly är en kommun i departementet Meuse i regionen Grand Est (tidigare regionen Lorraine) i nordöstra Frankrike. Kommunen ligger i kantonen Souilly som tillhör arrondissementet Verdun. År 2022 hade Souilly 426 invånare.

## Befolkningsutveckling
Antalet invånare i kommunen Souilly
| Referens: INSEE |